# Sızır
Sızır is een Turkse toeristische stad in het district Gemerek in de Turkse provincie Sivas. Inkisla en Çat zijn twee buurgemeenten.
Sızır is beroemd om zijn watervallen die de hoogste zijn in heel Sivas. Verder trekt de plaats toeristen aan vanwege zijn historische monumenten,  bossen en visrestaurants.